# Holorusia basiflava
Holorusia basiflava är en tvåvingeart som beskrevs av Yang 1993. Holorusia basiflava ingår i släktet Holorusia och familjen storharkrankar. Inga underarter finns listade i Catalogue of Life.